# Recklingen
Recklingen ist ein Ortsteil der Gemeinde Flecken Apenburg-Winterfeld im Altmarkkreis Salzwedel in Sachsen-Anhalt, Deutschland.

## Geographie
Recklingen, ein Straßendorf mit Kirche, liegt etwa 10 Kilometer südöstlich der Kreisstadt Salzwedel in der Altmark. Nördlich des Dorfes liegt der Baarser Mühlengraben, der in die Purnitz fließt.
Nachbarorte sind Klein Apenburg im Westen, Baars im Norden, Winterfeld im Osten und der Flecken Apenburg im Südwesten.

## Geschichte

### Mittelalter bis Neuzeit
Schon um 1300 und im Jahre 1318 war das Dorf in Besitz der Familie von der Schulenburg. Im Jahre 1320 wird Joannes Rekeling in Salzwedel erwähnt.
Im Landbuch der Mark Brandenburg von 1375 wird das Dorf als Rekelinge aufgeführt. Die von der Schulenburg hatten hier Einkünfte, auch aus einer Mühle. Eine Erwähnung als Reckling stammt aus dem Jahre 1377, als ein Ritter von der Schulenburg die Dörfer Stappenbeck, Cricheldorf und Reckling verkaufte. Weitere Nennungen sind 1687 Reckeling und schließlich 1804 Recklingen.
Bei der Bodenreform 1946 wurden 336,4 Hektar enteignet und auf 35 Siedler aufgeteilt. 1948 gab es daraus 35 Erwerber, davon 11 Neusiedler. Im Jahre 1958 entstand die erste Landwirtschaftliche Produktionsgenossenschaft vom Typ I, die LPG „Voran“, die 1968 an die LPG vom Typ III in Winterfeld angeschlossen wurde.

### Herkunft des Ortsnamens
Jürgen Udolph führt den Ortsnamen auf den altsächsischen Personennamen „Rikil“ von „riki“ für „reich, mächtig“ mit dem Suffix -ingen zurück. Als andere mögliche Deutung führt er das mittelniederdeutsche Wort „reke“ für „niedriges Gebüsch“ oder „eine sich im freien Feld hinziehende Hecke“.

### Eingemeindungen
Ursprünglich gehörte das Dorf zum Arendseeischen Kreis der Mark Brandenburg in der Altmark. Von 1807 bis 1813 lag es im Kanton Groß Apenburg auf dem Territorium des napoleonischen Königreichs Westphalen. Nach weiteren Änderungen kam die Gemeinde 1816 zum Kreis Salzwedel, dem späteren Landkreis Salzwedel.
Am 25. Juli 1952 wurde die Gemeinde Recklingen in den Kreis Klötze umgegliedert. Am 17. Oktober 1973 wurde die Gemeinde Recklingen in die Gemeinde Winterfeld eingemeindet.
Am 1. Juli 2009 schloss sich die Gemeinde Winterfeld mit anderen Gemeinden zur Gemeinde Flecken Apenburg-Winterfeld zusammen. So kam Recklingen am gleichen Tag als Ortsteil zu Apenburg-Winterfeld.

### Einwohnerentwicklung
| Jahr | Einwohner |
| ---- | --------- |
| 1734 | 127       |
| 1774 | 067       |
| 1789 | 121       |
| 1798 | 143       |
| 1801 | 119       |
| 1818 | 103       |

| Jahr | Einwohner |
| ---- | --------- |
| 1840 | 180       |
| 1864 | 219       |
| 1871 | 215       |
| 1885 | 234       |
| 1892 | [00]257   |
| 1895 | 243       |

| Jahr | Einwohner |
| ---- | --------- |
| 1900 | [00]230   |
| 1905 | 237       |
| 1910 | [00]247   |
| 1925 | 223       |
| 1939 | 213       |
| 1946 | 388       |

| Jahr | Einwohner |
| ---- | --------- |
| 1964 | 280       |
| 1971 | 234       |
| 2015 | [00]153   |
| 2018 | [00]150   |
| 2020 | [00]145   |
| 2021 | [00]133   |

| Jahr | Einwohner |
| ---- | --------- |
| 2022 | [00]133   |
| 2023 | [0]139    |

Quelle, wenn nicht angegeben, bis 1971:

## Religion
Die evangelische Kirchengemeinde Recklingen, die früher zur Pfarrei Groß-Apenburg gehörte, wird heute betreut vom Pfarrbereich Apenburg des Kirchenkreises Salzwedel im Bischofssprengel Magdeburg der Evangelischen Kirche in Mitteldeutschland.
Die historischen Überlieferungen in Kirchenbüchern für Recklingen beginnen im Jahre 1649.

## Kultur und Sehenswürdigkeiten

### Dorfkirche
Die evangelische Dorfkirche Recklingen ist eine flach gedeckte Chorkirche bestehend aus einen Rechtecksaal aus Feldstein mit halbrunden Ostschluss und barockem Fachwerkdachreiter. Im 18. und 19. Jahrhundert wurde der ursprüngliche mittelalterliche Bau stark verändert. Das Feldsteinmauerwerk ist mit Ritzquaderung versehen. Der Südanbau aus Fachwerk ist auf 1749 datiert; neuzeitlich sind auch die großen Stichbogenfenster, der Fachwerkturm und die kleine Westvorhalle aus Backstein. Die Kirche steht auf dem Ortsfriedhof.

### Weitere Sehenswürdigkeiten
- Vor der Kirche steht ein Denkmal für die Gefallenen des Ersten und Zweiten Weltkrieges, bestehend aus einer halbkreisförmigen Mauer mit zwei eingelassenen Tafeln, davor ein großes Steinkreuz mit Inschrift.[19]
- Teilweise unter Denkmalschutz stehen die gut erhaltenen Hofanlagen aus dem 19. Jahrhundert mit traufständigen Wohnhäusern und Torhäusern aus Fachwerk.[1]

## Wirtschaft und Infrastruktur
- Das frühere Gutshaus in Recklingen wird seit 1945 als Kinderheim genutzt und wurde in den 1990er Jahren komplett saniert. Es wird betrieben vom Jugendhilfeverbund JuLe.[20]
- Im Dorf gibt es einen Jungrinderaufzucht-Betrieb und eine Biogasanlage.